# Pácsony
Pácsony là một thị trấn thuộc hạt Vas, Hungary. Thị trấn này có diện tích 10,01 km², dân số năm 2010 là 276 người, mật độ 28 người/km².